# トヨタ・ヴェルファイア
ヴェルファイア（VELLFIRE）は、トヨタ自動車が製造・販売する大型（LLクラス）ミニバン。アルファード（2代目以降）の兄弟車である。製造はトヨタ車体いなべ工場が担当している。

## 概要
アルファードのフルモデルチェンジに伴い、それまで同車のネッツ店（2002年5月から2004年3月まではビスタ店）向けモデルとして販売されていたアルファードVから独立した車種である。
上品さや洗練さを謳うアルファードに対し、ヴェルファイアでは力強さや先進性を謳っており、フロントマスクも上下2分割のヘッドライトを採用するなどアルファードより尖鋭なデザインとなっている。また、リヤに関しても同じネッツ店扱いのヴォクシー同様、クリアタイプのコンビネーションレンズを採用するなどしてアルファードとの差別化が図られている反面、エンジンなどのパワートレインや室内装備などはアルファードと共通化されている。
また、2019年10月まではネッツ店専売車種であったため、フロントエンブレムにはヴィッツやウィッシュなど他のネッツ店専売車種同様に「Netz」の頭文字"N"マークがあしらわれていた。アルファードVはネッツ店のフラッグシップ車であったが、ヴェルファイアもそれを引き継ぎ、全車種扱い開始前の車種としては最も高価であった。なお、2019年12月に発表された一部改良で、フロントエンブレムはトヨタのCIに変更された。
2代目以降は、トヨタモビリティにてソフトウェアを書き換えることで前後のブレーキバランスを最適化し、カックンブレーキを軽減する「なめらかブレーキ」にする有償サービスに対応している。

## 初代 ANH2#W/GGH2#W/ATH20W型（2008年 - 2015年）

### 年表
2008年5月12日
販売を開始。月間目標販売台数は3000台と発表されている。
インテリアはアルファード同様に7人乗りと8人乗りが設定され、前者はキャプテンシートとなっている。さらに3.5Z G EDITION、3.5V L EDITIONでは、大型ヘッドレストが備わり、リクライニングやオットマンの操作が電動化された「エグゼクティブパワーシート」となる。
本モデルは日本国内専用車ではあるが、並行輸出という形で、香港・マカオ・タイ・シンガポール・マレーシアなど東南アジア中心に左側通行の国でも見受けられた。のちに、2010年から香港・マカオの中華圏特別行政区への正規輸出が始まった。香港・マカオ仕様はプライバシーガラスが禁止であるため、全ての窓に色のつかないガラスが採用されている。
インテリジェントパーキングアシスト（駐車空間検出機能付）＋ワイドビューフロント＆サイドモニターがHDDナビゲーションシステム＆トヨタプレミアムサウンドシステム/HDDナビゲーションシステム＆パノラマミックスーパーライブサウンドシステム装着でメーカーオプション。
2009年6月2日
特別仕様車「2.4Z/3.5Z"PLATINUMセレクション"」を発売。「2.4Z/3.5Z」をベースに、デュアルパワースライドドア、パワーバックドア、アルカンターラの専用シート表皮、イルミネーテッドエントリーシステムなどを装備した。
2010年4月1日
特別仕様車「PLATINUMセレクションII」を発売。前述の「PLATINUMセレクション」の装備に加え、回転式センターフロアコンソールボックス天板部にも専用ツヤあり木目調加飾を施し、スーパークロムメッキ塗装のアルミホイールを追加装備している。前回と同じく「2.4Z」と「3.5Z」の2グレード展開である。
2010年9月30日
特別仕様車「PLATINUMセレクションII -type GOLD-」を発売。同年4月発売の「PLATINUMセレクションII」と同等の装備内容に加え、インパネとセンタークラスターに専用ツヤあり黒木目調+シャンパンゴールド加飾を施し、専用アルカンターラシート表皮もゴールドパーフォレーションとするなど、ブラックとゴールドのコントラストを際立たせた室内空間が特徴である。「2.4Z」と「3.5Z」の2グレードが用意され、2011年3月までの期間限定生産で販売。
2011年5月20日
特別仕様車「PLATINUMセレクションII -type GOLD II-」を発表（同年6月22日より販売開始）。前述の「PLATINUMセレクションII -type GOLD-」同様に「2.4Z」と「3.5Z」の2グレードが設定される。本仕様では「-type GOLD-」では装備されていたメッキドアミラーカバーを省く代わりに、運転席8ウェイパワーシート（前後スライド+リクライニング+シート上下+チルトアジャスター）とマイコンプリセットドライビングポジションシステム（ドアミラー+運転席ポジション）を追加装備した。
2011年9月27日
マイナーチェンジを発表（11月1日販売開始）。
外装ではフロント周り、リアガーニッシュを変更。リアコンビネーションランプは大きな変更はないが、バックランプが横に長くなる等デザインを変更し、より力強い印象とするとともに、内装ではスピードメーターのデザインやシート表皮、木目調色を変更したことで高級感も演出した。また、車両周辺を真上からみたような広範囲の映像を表示し、安全運転をサポートするトヨタ初のパノラミックビューモニターをオプション設定するとともに、グレードによりオートマチックハイビーム、運転席オートスライドアウェイ、ナノイー、スーパーUVカットガラス（フロントドア）等の先進装備も採用した。ボディカラーには新たにライトブルーメタリック、ダークバイオレットマイカメタリック、ダークブルーマイカの3色を追加した。
また、新たにハイブリッド車を設定（11月21日販売開始）。リダクション機構付THS-IIを採用してエンジン音や振動を徹底的に抑制し、優れた静粛性を実現するとともに、2AZ-FXE型エンジンと「E-Four（電気式4輪駆動）」の組み合わせにより、パワフルな加速性能と高度な操舵安定性を実現した。また、シートとフロントフロアカーペットの一部のファブリック表皮に、一般的なバイオプラスチックに比べて耐熱性、耐衝撃性などを向上させた植物由来成分を含むプラスチック「エコプラスチック」を採用した。また、グレード体系は「ハイブリッドX」・「ハイブリッドV」・「ハイブリッドZR」の3グレードを設定（「ハイブリッドV」には"L EDITION"、「ハイブリッドZR」には"G EDITION"も設定）し、バリエーションを持たせた。
なお、インテリジェントパーキングアシスト（駐車空間検出機能付）は後期モデルから廃止となる。
2012年9月18日
「2.4Z」・「3.5Z」をベースに、シャンパンゴールド加飾のプロジェクター式ヘッドランプリング、メイン材にアルカンターラ（ゴールド パーフォレーション）、サイド材にクロコ調本革（クロコダイル風柄を型押しした本革）&ブラック人工皮革（レッドステッチ）を採用した専用シート、デュアルパワースライドドア（イージークローザー、挟み込み防止機構付）、パワーバックドア（挟み込み防止機能付）&バックドアイージークローザー等を装備した特別仕様車「2.4Z"Golden Eyes"」・「3.5Z"Golden Eyes"」を発売。
併せて、カタロググレードの「3.5V」・「ハイブリッドV」・「ハイブリッドZR」にはプレミアム本革シート、ラグジュアリーセカンドシートアームレスト&シートコントロールスイッチ、シートポジションメモリー・リターン機能、セカンドシートベンチレーション&快適温熱シート、読書灯、専用ブラック加飾スマートキーを追加装備した"PREMIUM SEAT EDITION"を新設。ハイブリッド車には発電機を非常用電源として使用できるアクセサリーコンセント（AC100V-1500W）をオプション設定に追加。さらに、「2.4Z」・「3.5Z」をベースに、全高を約30mmダウンさせた専用チューニング・サスペンションの採用、ボディ剛性の向上を行うとともに、専用前後バンパー、全席アルカンターラ採用の専用シートなどを装備したスポーティドレスアップモデル（スポーツモデルではない。以下同）「G's」を発表した。
2012年11月12日
スポーティドレスアップモデルの「G SPORTS」（通称：G's）の発売を開始。専用チューニングにより30mm下げられたサスペンション、床下剛性アップパーツの採用やスポット溶接打点の追加によるボディ剛性の向上、空力を徹底追求したエアロバンパー、専用ローターなどといった機能パーツのほか、全席においてアルカンターラを採用し、高級感と走りの良さを両立させている。
2013年10月31日
特別仕様車「2.4Z"GOLDEN EYES II"」・「3.5Z"GOLDEN EYES II"」を発売。今回はインストルメントパネルの黒木目にゴールドの模様を、プロジェクター式ヘッドランプにゴールドエクステンションをそれぞれ施したほか、新たに、ゴールドメーターリング、アクセサリーコンセント（100V/100W）、メッキインサイドドアハンドル（フロント・リア）を追加装備した。

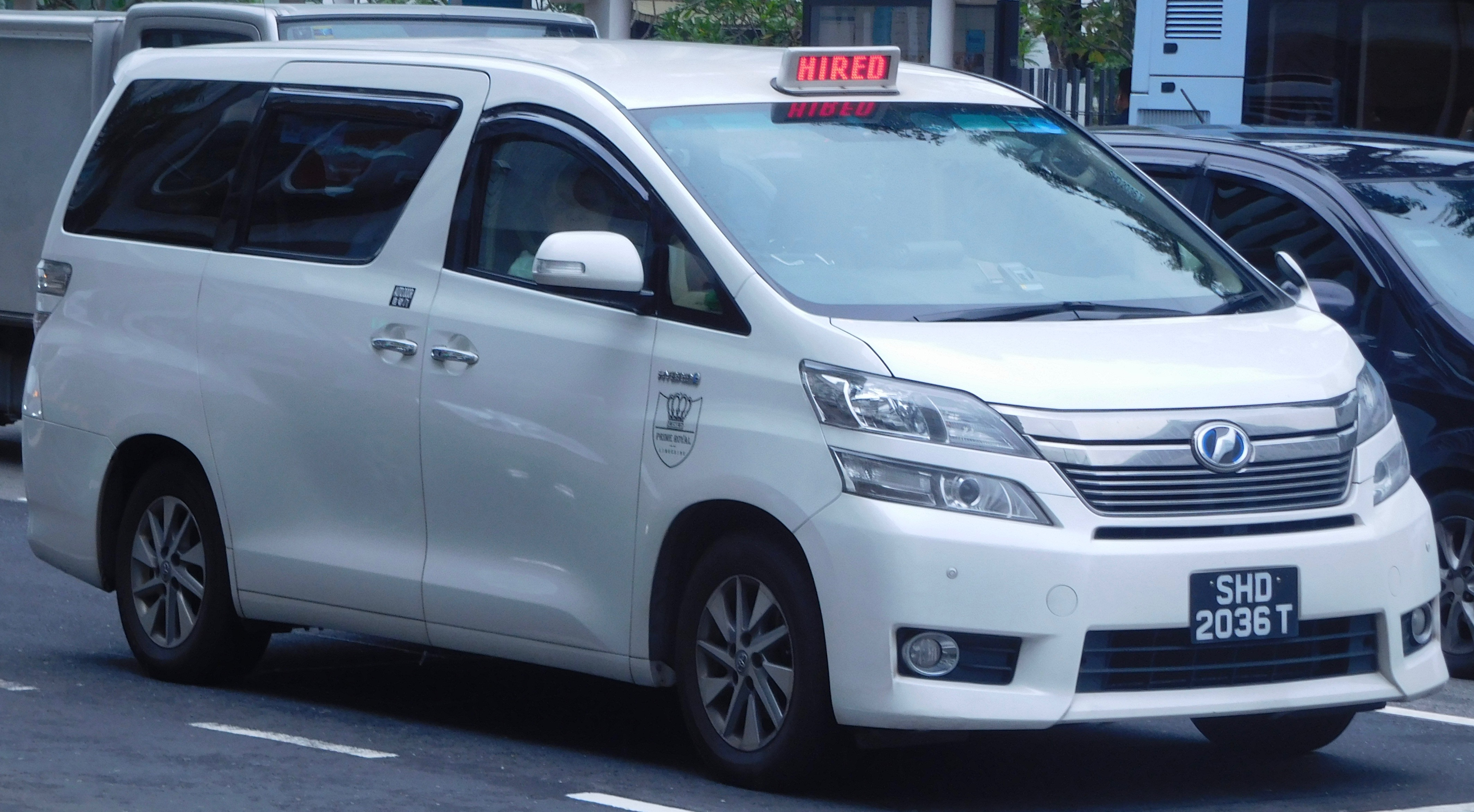
ハイブリッド
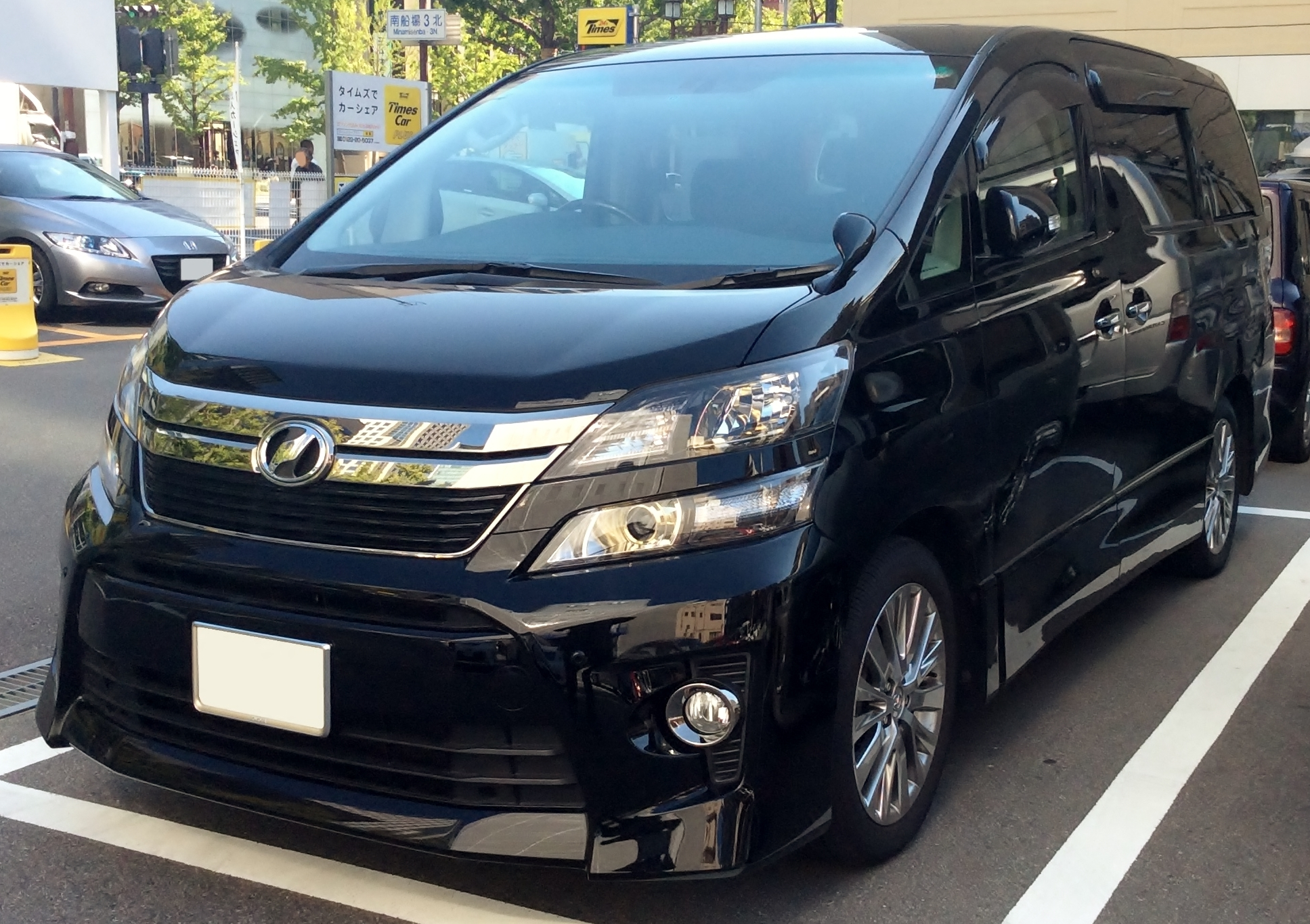
後期型 3.5Z"GOLDEN EYES II"
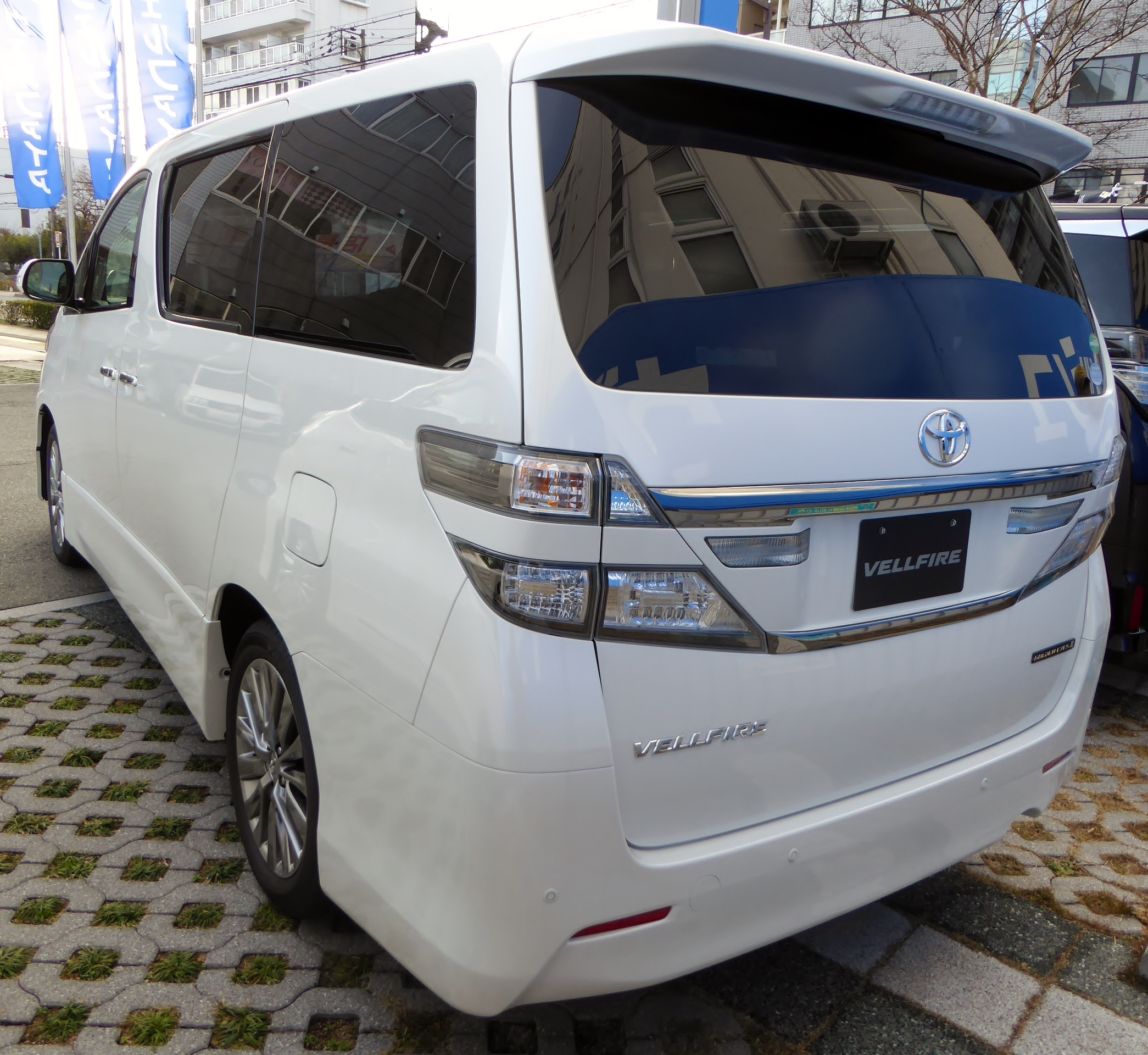
後期型 3.5Z"GOLDEN EYES II"
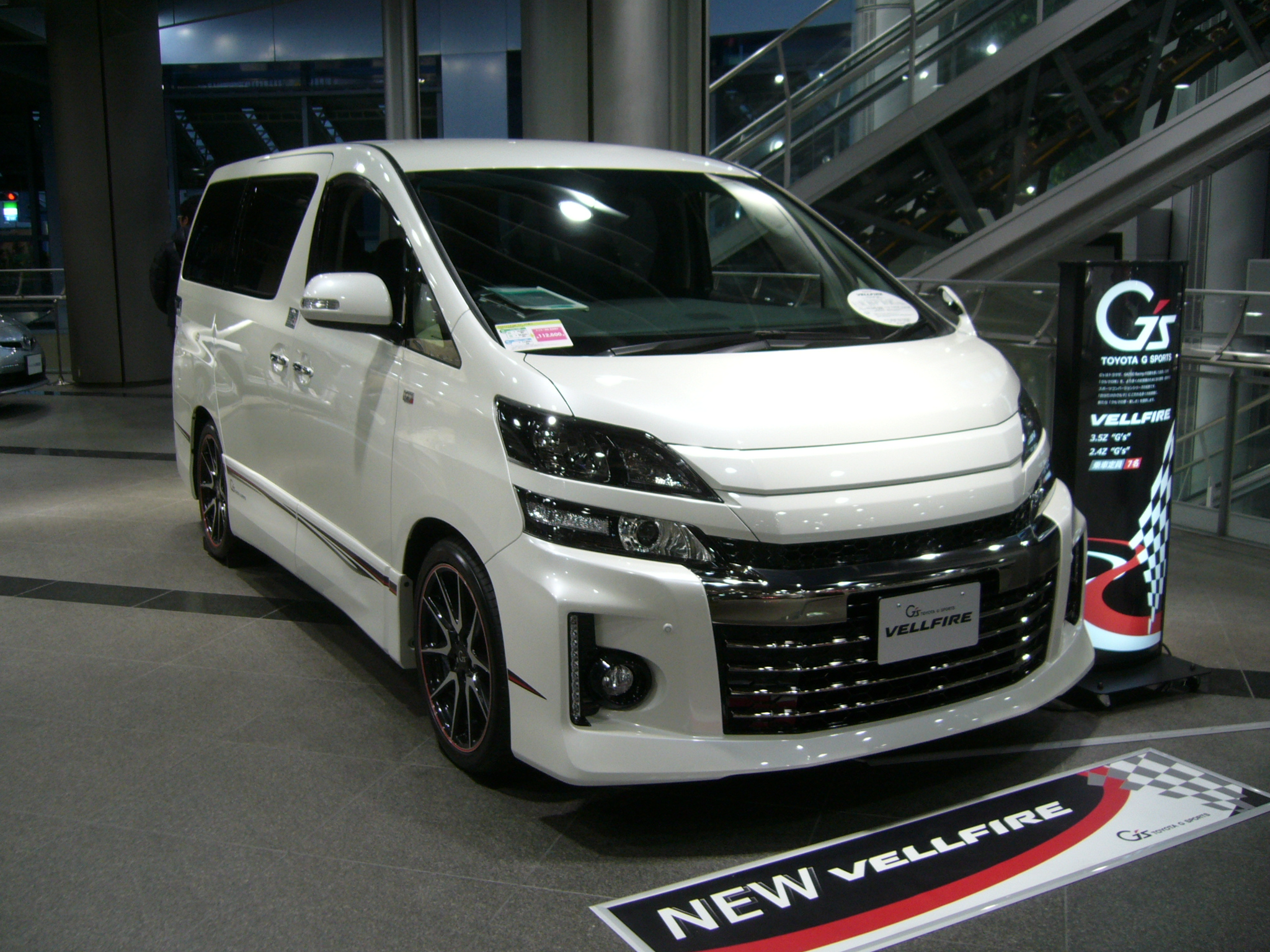
G's　フロント
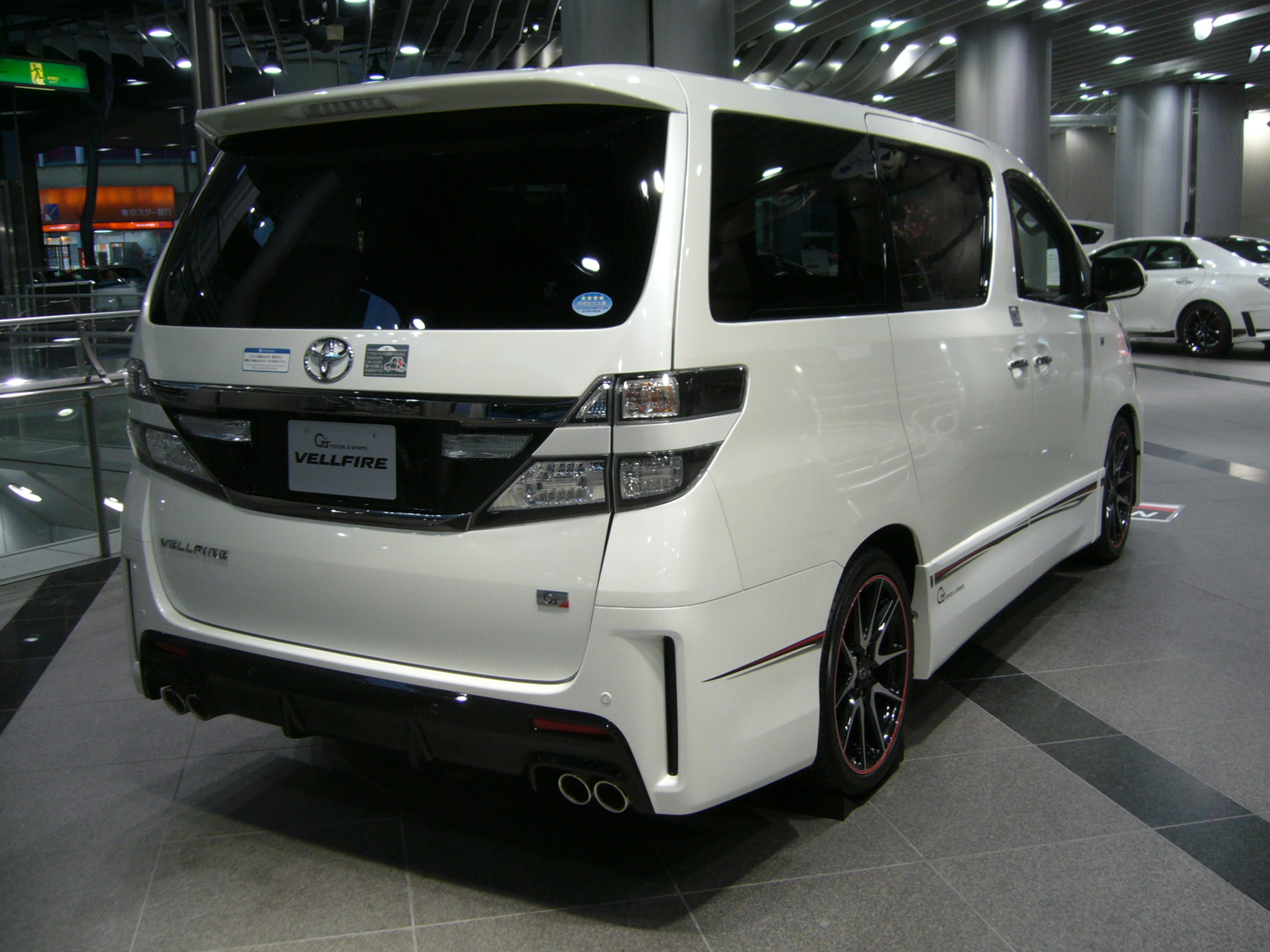
G's　リヤ

## 2代目 AGH3#W/GGH3#W/AYH30W型（2015年 - 2023年）

### 年表
2015年1月26日
姉妹車のアルファードと共にフルモデルチェンジ（ヴェルファイアとしては初のフルモデルチェンジ）。
外観はフロントデザインに金属を削りだしたような縦幅の広いメッキバーのフロントグリルに二段ヘッドランプを鋭くかみ合わせ、ラッセル車のような形状のアンダーバンパーで支える構成を採用。リアデザインはクリアのリアコンビネーションランプの上下をブラックアウトし、ライセンスガーニッシュを左右で挟み込む構成とした。また、エアログレード（「Z」系）はサイドスポイラーを備えた低重心スタイルとしたほか、ロアグリルは大型メッキベゼルを配した台形形状とし、アンダースポイラーを突き出してアッパーグリルを支える構造とすることで、重厚感を強調したダイナミックな迫力を表現している。
内装では、茶木目調は杢柄の間に金属的な輝きを持たせて深みを表現。黒木目調はホログラム層を世界で初めて下地に採用し、杢柄をダークカラーで表現するなどしてグレードによりデザインを明確化。ボディカラーには新規色の「バーニングブラッククリスタルシャインガラスフレーク」を含む7色を設定した。
走行性能においてはリアの足周りにダブルウィッシュボーン式サスペンションを採用し、高張力鋼板の採用範囲拡大や構造用接着剤の導入などによるボディ剛性強化と相まって乗り心地と操舵安定性を向上。また、鋼板と鋼板の間に制振材などを挟み込んだ積層構造の複合鋼板であるサンドイッチ合板を使用するなど制振材や吸遮音材を効果的に配置し、風切音に有効な形状とすることで、乗り込んだ時から高速走行に至るまで静粛性を実現した。
ハイブリッドはエンジンをアトキンソンサイクル仕様の2AR-FXE型に置換し、6速シーケンシャルシフトマチックやE-Fourを採用して燃費を向上。従来あった2.4L車はエンジンを2.5Lの2AR-FE型に置換し、Super CVT-iに7速スポーツシーケンシャルシフトマチックを備えたほか、アイドリングストップ機能を設定。3.5L車は2GR-FE型を踏襲するが、6 Super ECTに6速シーケンシャルシフトマチックを装備して燃費を向上した。
フロアを低床化したことで全高を低くしながら室内高は2代目と同等レベルの1400mmを確保し、ロングアシストグリップを装備してステップ高を低くしたことで乗降性を向上。サードシートのスライド機構下に世界初となる大容量ラゲージ収納（148L）を確保し、デッキボードは3分割式に変更。一部グレードにはセカンドシートと同じレール上に設置することで最大1160mmのシートスライド量を実現した助手席スーパーロングスライドシートを設定した。また、LEDルーフカラーイルミネーションを全車標準装備し、スマートキーで事前予約設定を行い、車両に近づけることでスライドドアが自動解錠して開くウェルカムパワースライドドアとスマートドアが閉じはじめる時に受け付け、完全に閉じたタイミングで自動施錠する予約ロック機能を備えた世界初のスマートエントリー&プッシュスタートシステム（ウェルカムパワースライドドア&予約ロック機能付）を一部グレードに設定した。
装備面も強化し、インテリジェントクリアランスソナー（8センサー）、プリクラッシュセーフティシステム（ミリ波レーダー方式）、世界初の機能を備えたパノラミックビューモニター（左右確認サポート+シースルービュー機能付）やインテリジェントパーキングアシスト2を一部グレードに設定した。
グレード体系も変更され、後席の快適性を重視した最上位グレード「Executive Lounge」を新設したほか、「Z」が2.5L車専用グレードとなり、3.5L車は新設の「ZA」となった。これにより、2.5L車は「X」・「Z」・「V」、3.5L車は「ZA」・「VL」・「Executive Lounge」、ハイブリッドは「HYBRID X」・「HYBRID V」・「HYBRID ZR」・「HYBRID Executive Lounge」という構成。「Z」には「Aエディション」、「Z」・「ZA」・「HYBRID ZR」には「Gエディション」、「V」には「Lエディション」をそれぞれ設定した。また、ウェルキャブのサイドリフトアップシート装着車が型式指定登録車となったことで納車までの期間を短縮した。
2015年2月10日
香港仕様がフルモデルチェンジされた。フロントマークの変更（ネッツ店向け車両を意味するNマーク→Tマーク）以外は、ほぼ日本仕様と同じ内容。グレードはV6・3.5Lの「Executive Lounge」と「350」のみで、2.5Lやハイブリッドは設定されない。また、先代に引き続き、後部はプライバシーガラスに代わって無着色ガラスが採用される。尚、香港仕様のカタログはアルファードとまとめて1冊で構成される。
2015年3月24日
タイ仕様が発表された。フロントのマーク以外はほぼ日本仕様と同じ外観だが、アルファードの派生グレードという扱いで、2.5Lガソリンの「2.5 Vellfire」として販売される。日本からの完成車輸入ゆえ、価格は約368万バーツ（日本円で約1,200万円）の高額車両となる。
2016年7月4日
初代モデルにも設定されていた特別仕様車「GOLDEN EYES」を2代目ベースの新仕様で発売。
2.5L車「Z」をベースに、「Aエディション」の装備内容を追加した「Z"Aエディション・GOLDEN EYES"」と3.5L車「ZA」をベースにした「ZA"GOLDEN EYES"」の2種類が用意される。
ヘッドランプにゴールド加飾を、フードモール・フロントグリル・ミッドグリル及びバックドアガーニッシュにダークメッキを、フロントとリアのインサイドドアハンドルにメッキをそれぞれ施したほか、高輝度塗装の専用アルミホイール、黒木目調本革巻き4本スポークステアリングホイール、ブラックのルーフヘッドライニング、パワーバックドア（挟み込み防止機構付）、アクセサリーコンセント（AC100V・100W/1個）などを特別装備。シート表皮はメイン材に東レの「ウルトラスエード」を採用し、ブラックをベースにゴールドのドットがのぞくパーフォレーション（一定間隔に開けられている打ち抜き穴）を施し、肩部にダークブルーのクロコ調柄合成皮革（クロコダイル風柄を型押しした合成皮革）を組み合わせた。
2016年8月4日
UMWトヨタを通じてマレーシアにて姉妹車のアルファードと共に正規販売が開始された。グレードは「2.5」のみとなっている。日本からの完成車輸入ゆえ、マレー半島部での販売価格は355,000リンギット（日本円で約888万円）となる。
2017年12月25日
姉妹車のアルファードと共にマイナーチェンジが発表された（販売開始は2018年1月8日）。
既採用のプリクラッシュセーフティは検知センサーに単眼カメラが追加され、歩行者や自転車運転者にも検知するように改良されたほか、レーダークルーズコントロール（全車速追従機能付）に付随機能のレーントレーシングアシスト（LTA）を追加。さらに、アダプティブハイビームシステム（AFS、「Executive Lounge」系グレードに標準装備・「X」と「Z」を除くグレードはメーカーオプション設定）、ロードサインアシスト（RSA）、先行車発進告知機能（TMN）を追加してパッケージ化、第2世代版の「Toyota Safety Sense」として全グレードに標準装備された。また、Executive Lounge系以外のグレードに車載通信機DCMが標準装備された。
外観においては、フロントフェイス（ヘッドランプ、グリル、バンパー）及びリアのバックドアガーニッシュとコンビネーションランプが意匠変更され、内装はメーター加飾、シート表皮、木目の色が変更された。
グレード体系は、既存の「Executive Lounge」のエアロ仕様「Executive Lounge Z」が追加されるとともに、従来はガソリン車のみの設定だった「Z」をハイブリッドにも拡大して追加設定。「ZA」は「ZA"Gエディション"」へ統合され「ZG」に改名された。また「Executive Lounge」のガソリン車及び「VL」・「ZG」は搭載エンジンを2GR-FKS型に、ATは8速仕様の「Direct Shift-8AT」にそれぞれ置換された。これらにより、JC08モードでの燃費消費率が向上されたため、「平成27年度燃費基準+10%」（2WD車の一部は「平成27年度燃費基準+20%」）を達成した。
なお、ボディカラーの一部変更が行われ、「グレイッシュブルーマイカメタリック」、「シルバーメタリック（「X」・「V」・「VL」・「Executive Lounge」専用色）」、「グレーメタリック（「Z」・「ZA」専用色）」が廃止され、「グラファイトメタリック」、「スティールブロンドメタリック（「X」・「V」・「VL」・「Executive Lounge」専用色）」、「ダークレッドマイカメタリック（「Z」・「ZG」・「Executive Lounge Z」専用色）」が追加設定された。
2018年10月25日
姉妹車のアルファードと共に一部改良された。
従来はグレード別設定（標準装備又はメーカーオプション設定）だったインテリジェントクリアランスソナー（パーキングサポートブレーキ<静止物>）が全グレード標準装備となり、ブラインドスポットモニター（BSM）は従来のナビゲーションとのセットオプション設定からデジタルインナーミラーとの組み合わせに変更された。
2019年12月18日
姉妹車のアルファードと共に一部改良が発表された（2020年1月6日発売）。
「Executive Lounge」・「Executive Lounge Z」を除くグレードに9インチのディスプレイオーディオ（DA）、全車に車載通信機DCMが標準装備された。これにより、SmartDeviceLink対応のスマートフォン向けアプリの表示・操作やLINEカーナビに対応するほか、TVとセットのオプションサービスを追加し、T-Connectと契約することでApple CarPlayやAndroid Autoの利用も可能となる。また、販売店装着オプションのエントリーナビキット、またはT-Connectナビキットを選択することで車載用ナビゲーションの機能を利用することも可能である。
このほか、T-Connect SDナビゲーションとリアシートエンターテイメントシステムのディスプレイサイズを前者は10.5インチ、後者は13.3インチにそれぞれ大型化され、バックガイドモニターを全車に標準装備。3眼LEDヘッドランプやウェルカムパワースライドドア&予約ロック機能（後者は「サイドリフトアップチルトシート装着車」を除く）を「X」・「Z」・「HYBRID X」・「HYBRID Z」以外のグレードに拡大して標準装備されたほか、スライドドア連動式の電動サイドステップのオプション設定が追加された。
なお、今回の一部改良でWLTCモード走行による排出ガス並びに燃料消費率（ハイブリッド車はJC08モード走行時による燃料消費率も併記）に対応し、ハイブリッド車は「平成30年排出ガス基準75%低減レベル（☆☆☆☆☆）」認定が新たに取得された。また、ガソリン車の「Z」に設定されていた「Aエディション」を廃止。さらに、フロントエンブレムがトヨタのCIに変更された。
2020年4月20日
2016年7月に発売された特別仕様車「GOLDEN EYES」が新仕様で発表された（5月1日発売）。
今回は2.5Lガソリン車の「Z」をベースにした「Z"GOLDEN EYES"」となり、新たにハイブリッド車にも設定された。2016年7月発売モデルからの変更点として、外観はフロントグリルやバックドアガーニッシュが漆黒めっき加飾となり、同じく漆黒めっき加飾のLEDフォグランプモールやリアランプガーニッシュも装備。内装は本革巻き4本スポークステアリングホイールがメタルウッドとなり、ルーフやピラーにブラックが採用された。機能面では、3眼LEDヘッドランプ、LEDシーケンシャルターンランプ（フロント・リア）、アダプティブハイビームシステムが新たに装備された。ハイブリッド車はガソリン車にも特別装備されているアクセサリーコンセント（100V・100W）が2個に増やされる。
ボディカラーは「スパークリングブラックパールクリスタルシャイン」を含む4色が設定される。
2020年5月1日
東京都を除く全ての地域での全車種併売化に伴い、トヨタ店・トヨペット店・カローラ店（後述するが、トヨタ西東京カローラを除く）での販売を開始。
2021年4月19日
中国市場で一部改良され、車名が「クラウンヴェルファイア（皇冠威尓法）」に変更された。
2021年4月28日
姉妹車のアルファードと共に一部改良を発表（5月10日発売）。
2020年4月に発売された特別仕様車「GOLDEN EYES」がワンタッチスイッチ付デュアル（両側）パワースライドドアとアクセサリーコンセントを標準装備化して「GOLDEN EYES II」へ改名され、グレード体系を「GOLDEN EYES II」と「HYBRID GOLDEN EYES II」に集約。ボディカラーはアルファードとの共通カラーである「ホワイトパールクリスタルシャイン（メーカーオプション）」と「ブラック」の2色のみとなった。また「HYBRID GOLDEN EYES II」は2030年度燃費基準優良車（2030年度燃費基準85%達成）となった。
この一部改良により、当該車種、及び姉妹車であるアルファードを最後に、トヨタのハイブリッド車のフェンダー部分にあった「HYBRID」のロゴが全て廃止となった。また、このー部改良でヴェルファイアのみ3.5L V6の販売を終了し、2.5Lに集約された（ハイブリッド車は引き続き販売）。
2022年4月27日
一部改良を発表（5月13日発売）。
オプティトロンメーターのメーターリングにゴールド加飾が施され、シート表皮をTBカワシマの「ブランノーブII」+合成皮革に変更。従来メーカーオプション設定だったブラインドスポットモニター[BSM]とパーキングサポートブレーキ（後方接近車両）が標準装備化され、グレード名を「GOLDEN EYES III」、「HYBRID GOLDEN EYES III」に改名された。

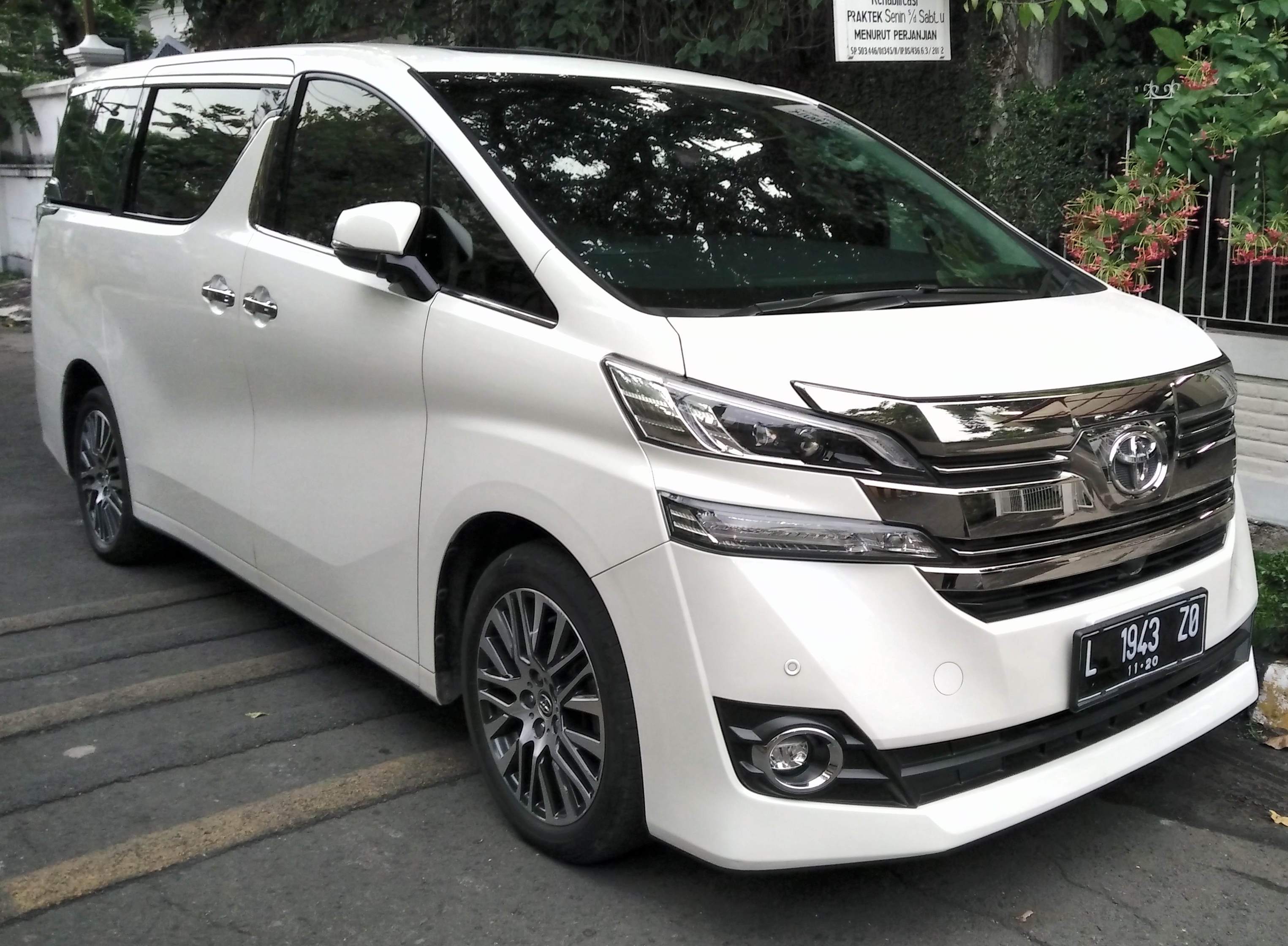
2.5 "Gエディション"（2015年1月販売型）
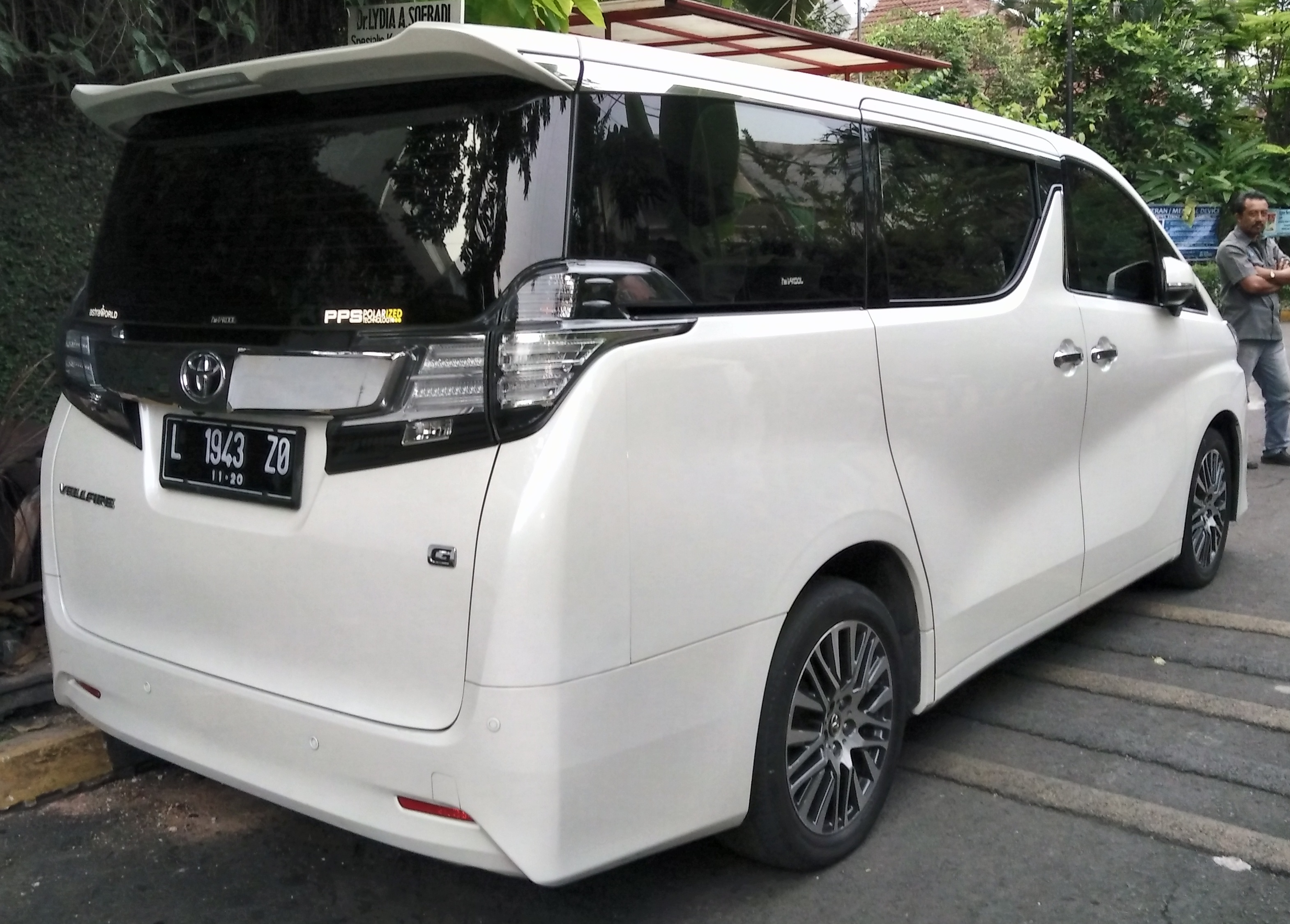
2.5 "Gエディション"（2015年1月販売型）リア
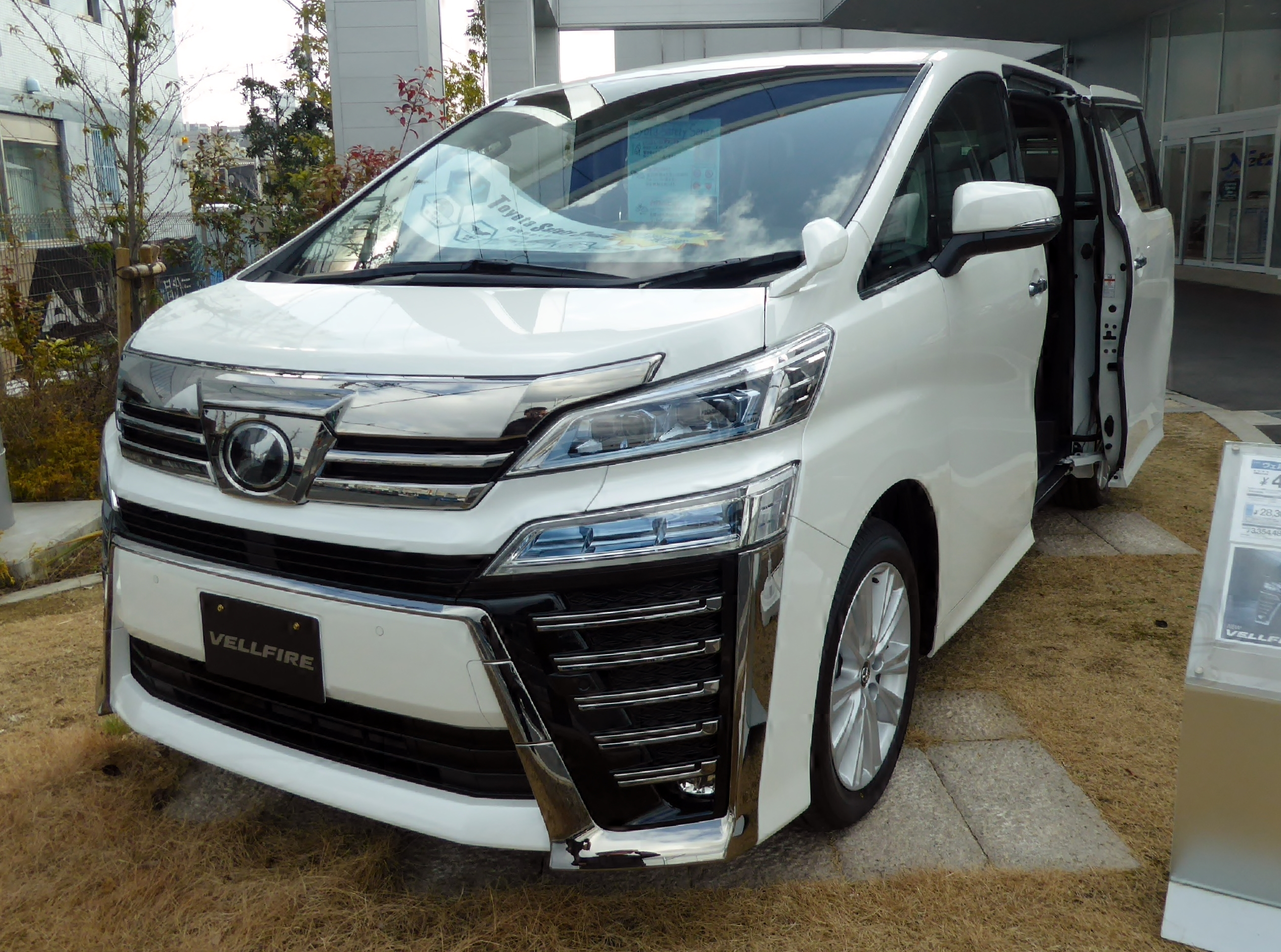
Z"Aエディション"（2017年12月改良型）
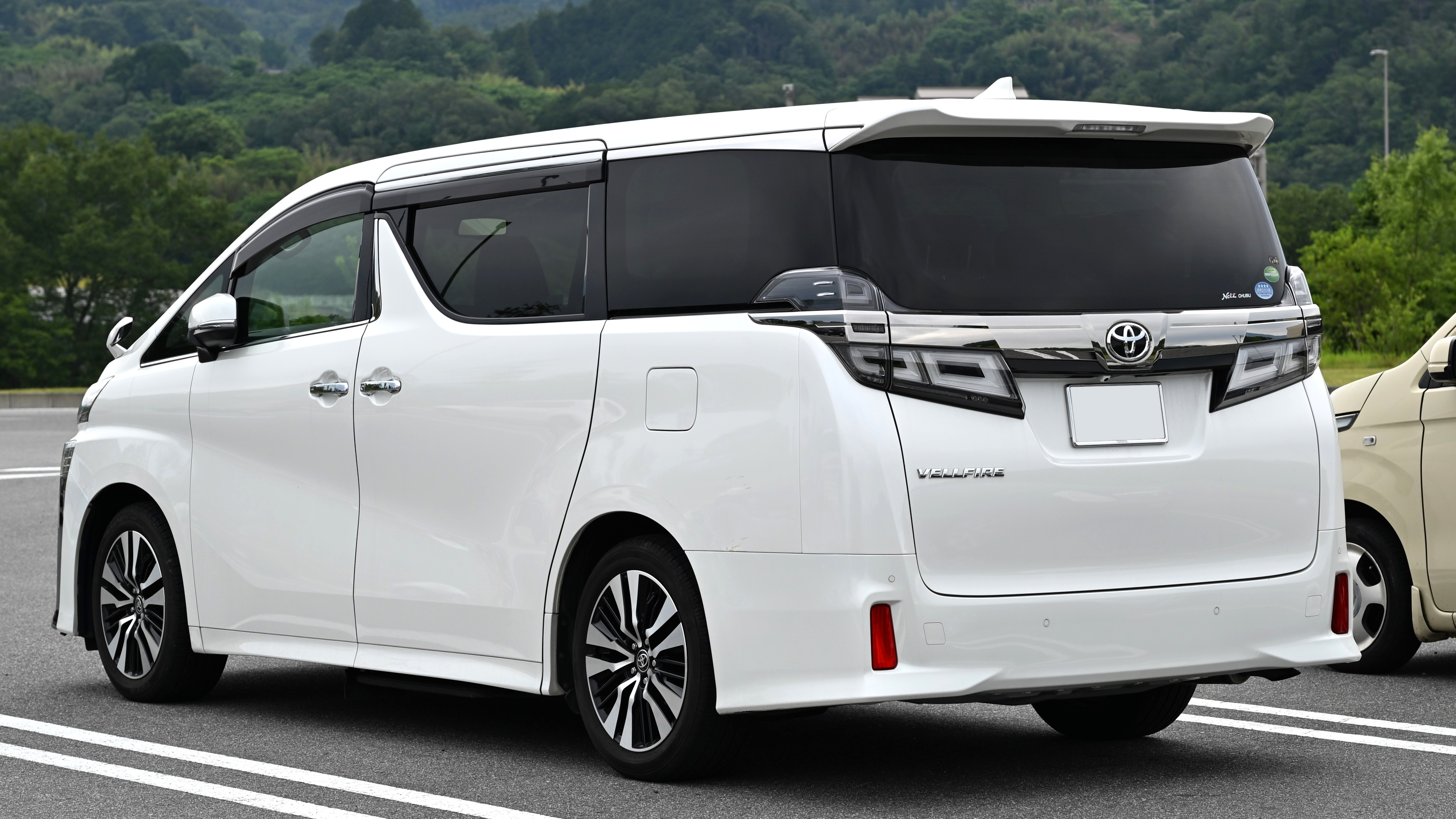
Z"Gエディション"（2017年12月改良型） リア
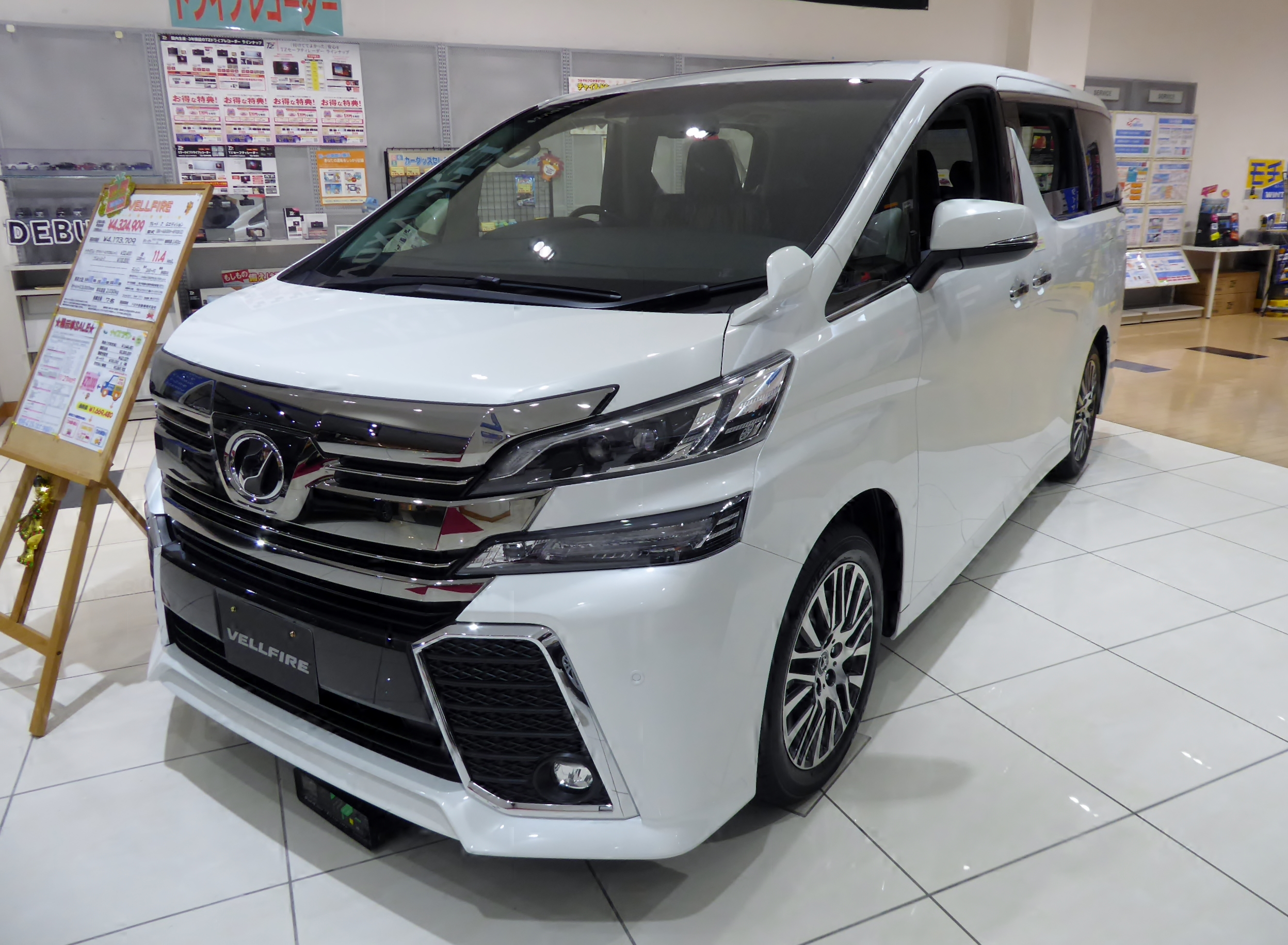
Z"Gエディション"（2015年1月販売型）
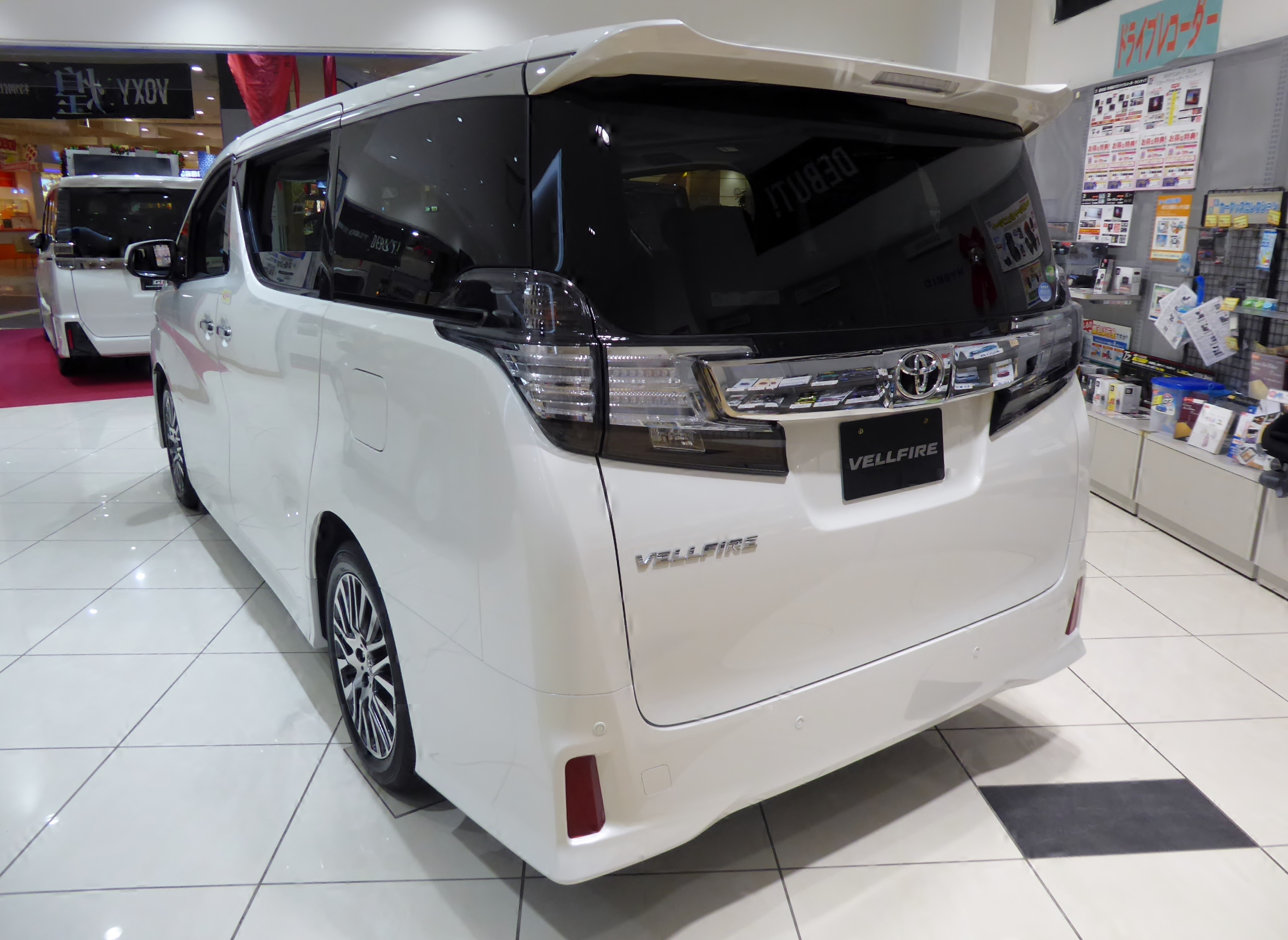
Z"Gエディション"（2015年1月販売型） リア
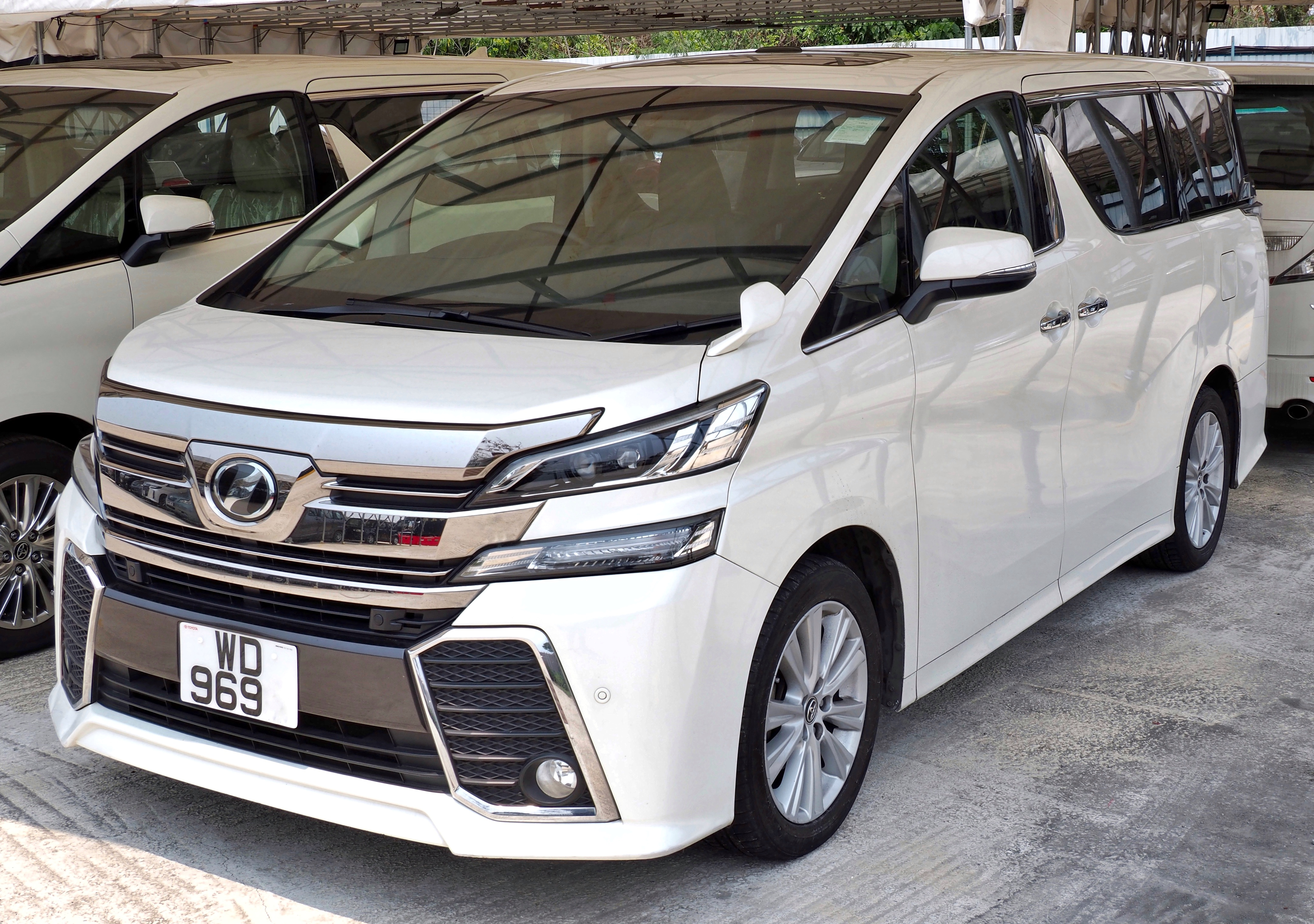
ZA（2015年1月販売型）
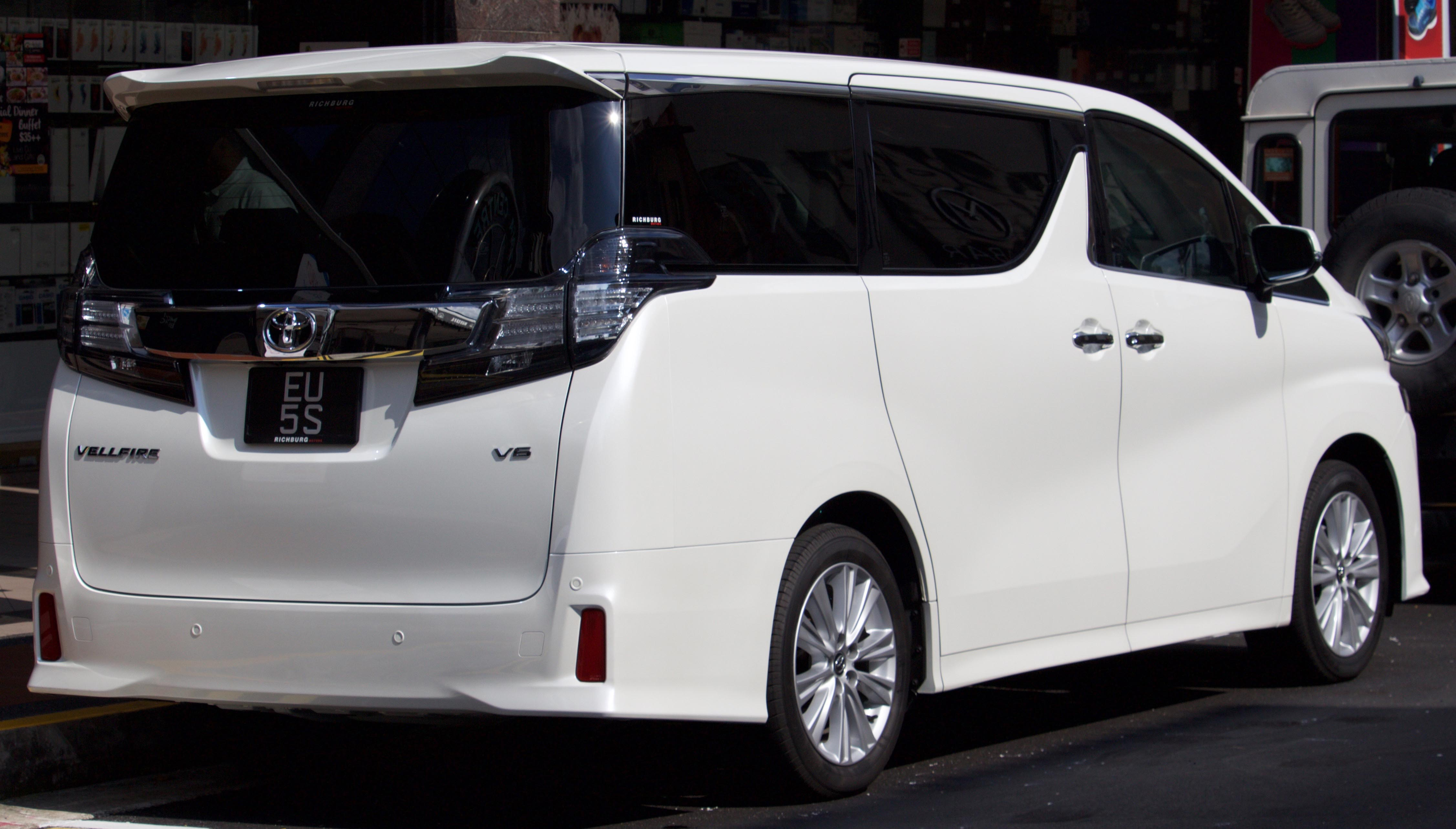
ZA（2015年1月販売型） リア
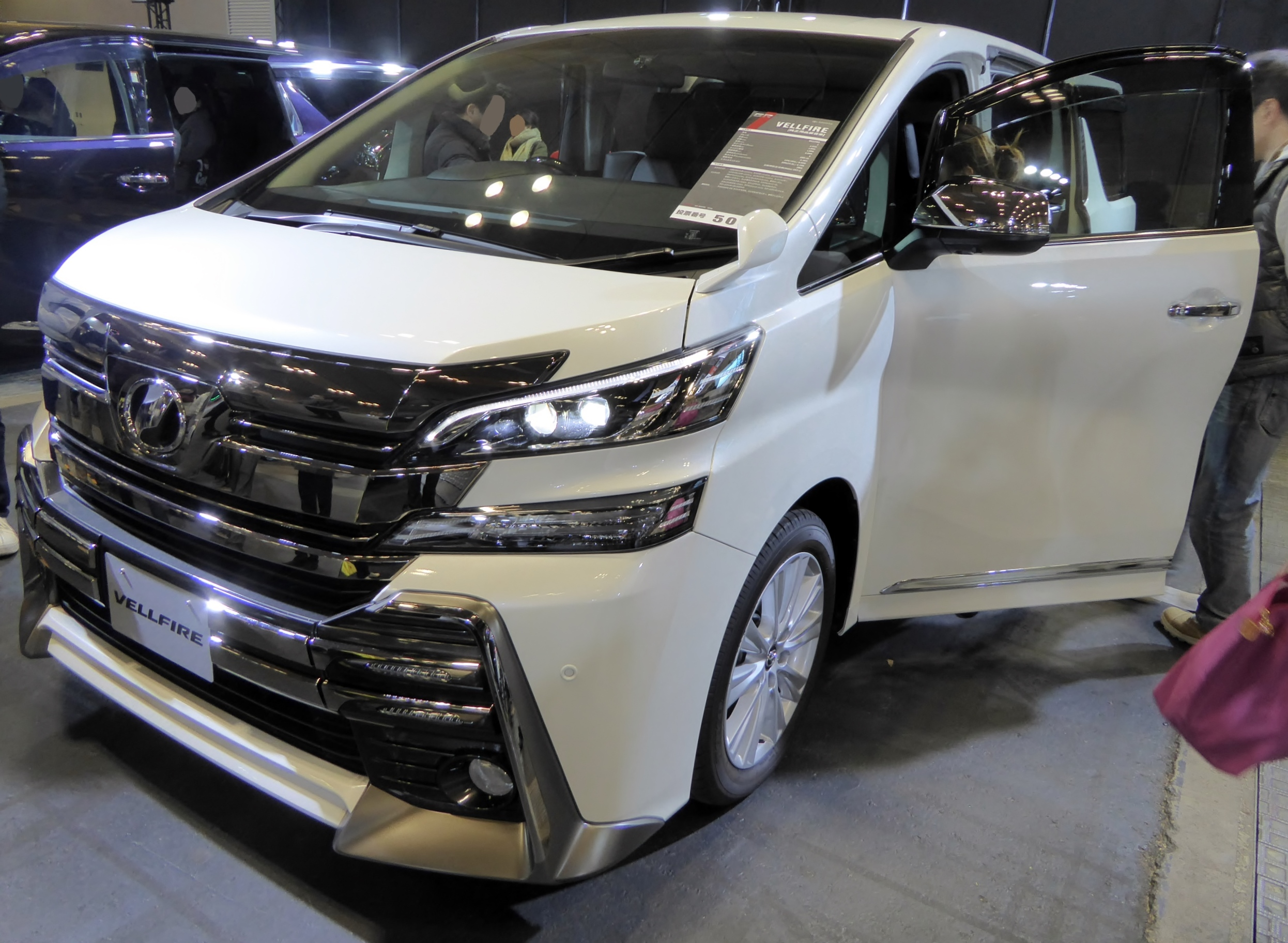
Z（2015年1月販売型）
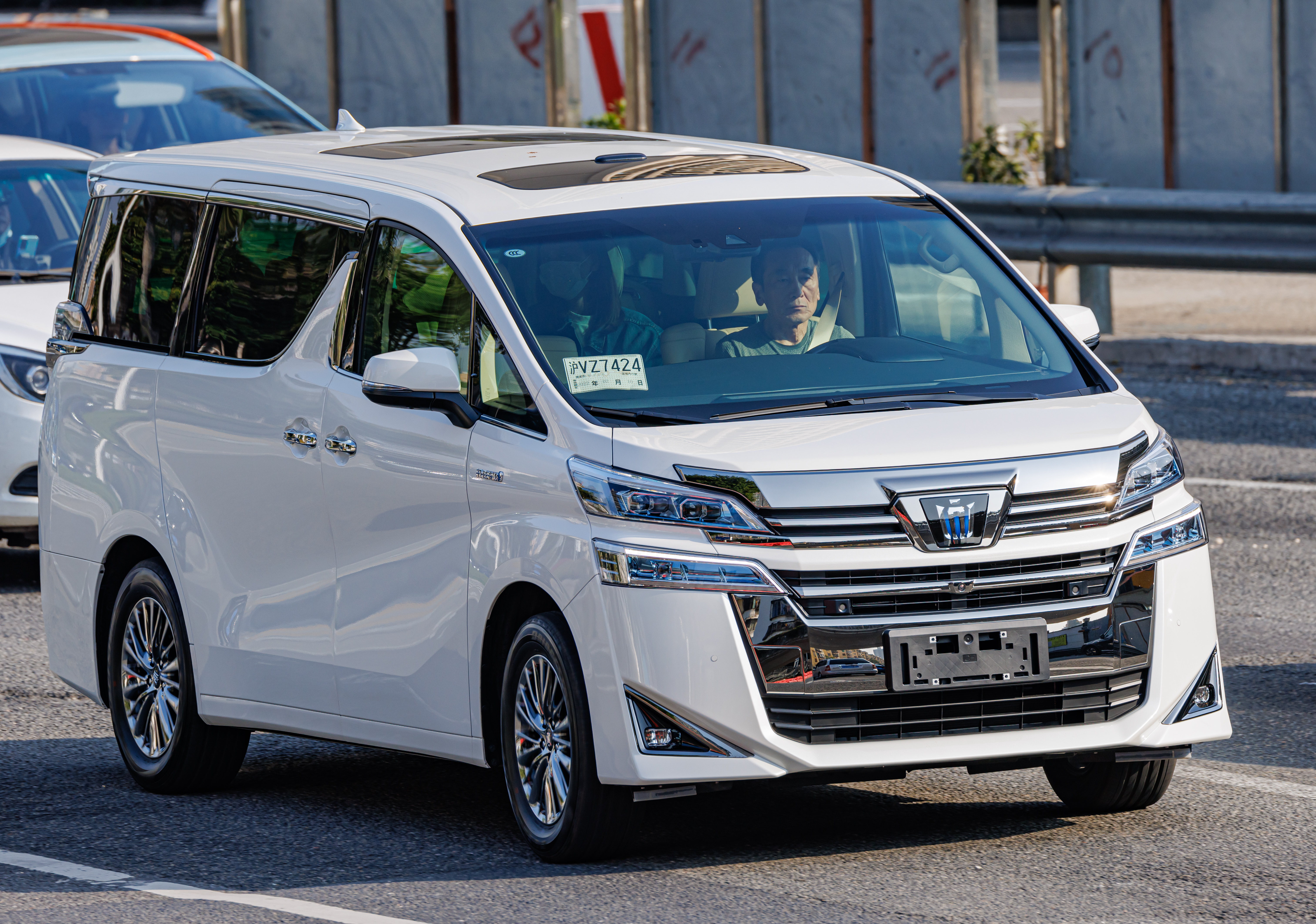
クラウンヴェルファイア （中国仕様）

## 3代目 TAHA4#W/AAHH4#W/AAHP45W型（2023年 - ）

### 年表
2023年6月21日
姉妹車のアルファードと共に2度目のフルモデルチェンジ。
3代目ではオーバーヘッドコンソールがスーパーロング化されたことで、2代目では点在していた照明・スイッチ類・エアコン吹き出し口などが中央に集約された。スライドドアにはユニバーサルステップが設けられており、トヨタ車では初めて右側（運転席側）にも設置。センターピラーや左右の天井にはロングアシストグリップも設置された。
プラットフォームはGA-Kプラットフォームが採用された。ミニバンへの最適化に加え、ロッカーをストレート構造とし、車体底部後方にV字型のブレースを設けた。サスペンションはフロント・リアともに2代目から踏襲されるものの、フロントはプラットフォームに合わせて刷新された。ハイブリッドシステムはエンジンをアルファードと共通のA25A-FXS型ダイナミックフォースエンジンへ換装され、モーターも変更されたことでシステム最高出力と燃料消費率を同時に向上。また、これまで設定されていなかったハイブリッド車の2WDモデルが新設定された。
アルファードとは意匠のみならず走行性能でも差別化され、ラジエターサポートとサイドメンバーを繋ぐフロントパフォーマンスブレースと呼ばれる専用のボディ剛性部品が追加されたほか、ガソリン車では従来設定されていた3.5L V6に替わるハイパフォーマンスエンジンとして、ヴェルファイア専用に歴代初搭載のターボエンジンとなるT24A-FTS型ダイナミックフォースエンジンが採用され、トルクが増大した。排出ガス性能も向上されており、「平成30年排出ガス基準50%低減レベル（☆☆☆☆）」認定が取得された。
安全面では「Toyota Safety Sense」に「プロアクティブドライビングアシスト」を追加。3代目は、「車線内走行時常時操舵支援」に加えて、信号交差点への接近を検出した際、ドライバーのアクセルオフに加えてウィンカー操作に応じてあらかじめ減速を支援することで右左折時の操作をサポートする「信号交差点に対する右左折時減速支援」を追加した機能強化型となり、ハイブリッド車には高度運転支援技術の「トヨタ チームメイト」も採用（グレードにより標準装備またはメーカーオプション設定）。また専用のスマートフォンアプリを利用して遠隔での駐車・出庫が可能なリモート機能を備えた「アドバンスド パーク」とドライバー異常時対応システムも備えた高速道路・自動車専用道路での運転支援機能「アドバンスド ドライブ（渋滞時支援）」も搭載されている。
グレード体系は、漆黒メッキを基調とした金属加飾を施したヴェルファイア専用の新グレード「Z Premier」と、アルファードとの共通グレードである「Executive Lounge」の2グレードに拡充（ガソリン車は「Z Premier」のみの設定）。ボディカラーは2代目（2022年4月一部改良モデル）同様に白と黒の2色展開となり、黒は2代目からブラックが踏襲されるが、白はプラチナホワイトパールマイカ（メーカーオプション）へ変更された。
なお、それまでなかった専用エンブレムがフロントドアサッシュに新設された。リアは2代目では左下にエンブレムとして配置していた車名ロゴがCI真下のガーニッシュ上に移動してバラ文字配列されたほか、ハイブリッド車は右下に装着されているハイブリッドエンブレムが5代目プリウスで導入された「HEV」ロゴへ変更された。
2024年12月20日
姉妹車のアルファードと共に一部改良とプラグインハイブリッド車（以下、PHEV）の追加設定を発表（一部改良モデルは2025年1月17日、PHEVは同年1月31日に順次発売）。
一部改良では、前後方に対応したドライブレコーダーを備えたデジタルインナーミラーが全車標準装備となり、「Excective Lounge」のみの設定だったJBLプレミアムサウンドシステム（15スピーカー）14インチリアシートエンターテインメントシステムを「Z Premier」にも設定を拡大。ボディカラーはヴェルファイア専用にプレシャスメタル（メーカーオプション）が追加され、3色に拡充された。
PHEVは「Excective Lounge」に設定され、ハイブリッド車をベースに動力用主電池を51Ahのリチウムイオン電池に変え、最大1,500W（AC100V）の外部給電機能が追加される。それ以外にも19インチアルミホイールがシルバースパッタリング塗装に、本革巻3本スポークステアリングホイールが本杢に、ルーフヘッドライニングは「ウルトラスエード」にそれぞれ変更される。また、サードシートにセンタートレイが追加されるため、乗員定員は6名となる。

## 2020年4月までの販売店
- ネッツ店
  - 東京都では、以前はネッツトヨタ東京、ネッツトヨタ多摩、ネッツトヨタ東都で取扱っていたが、2019年4月1日の販売チャネル制度廃止に伴い、全てのトヨタ車両販売店（トヨタモビリティ東京、カローラ店系列のトヨタ西東京カローラ、ネッツ店系列のネッツトヨタ多摩とネッツトヨタ東都）で姉妹車のアルファード共々取り扱う。

## 車名の由来
- 英語で「物静かな」という意味の「Velvet」と、「炎」を意味する「Fire」を組み合わせた造語。クールな情熱を持つクルマという意味。